# Juhani Suomi
Juhani Martti Kalervo Suomi (né le 15 février 1943 à Helsinki) est un conseiller du Ministère des Affaires étrangères de Finlande.
Il est aussi un chercheur en histoire qui est surtout connu pour avoir écrit la biographie du Président de la République Urho Kekkonen. Il est Docteur en Sciences politiques. Le Président de la République Martti Ahtisaari lui a décerné le titre de professeur en 1997.

## Kunto Kalpa
De 1985 à 1993 Juhani Suomi écrit, sous le pseudonyme Kunto Kalpa, 65 articles dans le journal Keskisuomalainen.
Plusieurs de ces articles éveillent l’attention d’un grand nombre de personnes car Kalpa y traite de façon critique la politique étrangère de la Finlande, comme les relations avec l’est et l’intégration européenne. À cette époque, Juhani Suomi travaille au ministère des affaires étrangères.
L’identité réelle de Kunto Kalva sera révélée dans l’historique de Keskisuomalainen écrit par Lasse Kangas, qui parait en novembre 2007[réf. nécessaire]. Avant cette parution on soupçonnait Kunto Kalva d’être entre-autres Keijo Korhonen ou Alpo Rusi.
En août 2008, dans le contexte des tensions internationales suivant la Deuxième Guerre d'Ossétie du Sud, le pseudonyme apparait encore une fois dans un éditorial. Dans une édition spéciale parue en l’honneur du départ à la retraite de l’éditeur en chef  Erkki Laatikainen Kalpa y critique violemment la politique russe de la Finlande. L’opinion de Kalva est que l’idée de la Grande Finlande est montée à la tête de certains en Finlande et que de son avis cette idée est défendue généreusement par la «propre Pravda finlandaise», c'est-à-dire par Helsingin sanomat.
Quand le ministre de la défense Jyri Häkämies et le ministre des affaires étrangères  Alexander Stubb s’interdisent de faire participer la Finlande à la guerre en Afghanistan, la Finlande était comparée aux bataillons de volontaires finlandais des Waffen-SS montés en 1941 pour d’essayer par tous les moyens de plaire à Hitler.

## Ouvrages

### écrits par Juhani Suomi
- (fi) Neljäkymmentä vuotta reserviupseerien toimintaa, Otava, 1965
- (fi) Talvisodan tausta. Neuvostoliitto Suomen ulkopolitiikassa 1937–1939, Helsinki, Otava, 1973 (ISBN 978-951-1-00251-2)
- (fi) Myrrysmies. Urho Kekkonen 1936–1944, Helsinki, Otava, 1986 (ISBN 978-951-1-06567-8)
- (fi) Vonkamies. Urho Kekkonen 1944–1950, Helsinki, Otava, 1988 (ISBN 978-951-1-09770-9)
- (fi) Kohtalona yksinäisyys. Risto Rytin tie Suomen politiikan johtoon, Helsinki, Otava, 1989 (ISBN 978-951-1-10673-9)
- (fi) Kuningastie. Urho Kekkonen 1950–1956, Helsinki, Otava, 1990 (ISBN 978-951-1-10403-2)
- (fi) Kriisien aika. Urho Kekkonen 1956–1962, Helsinki, Otava, 1992 (ISBN 978-951-1-09189-9)
- (fi) Presidentti. Urho Kekkonen 1962–1968, Helsinki, Otava, 1994 (ISBN 978-951-1-13065-9)
- (fi) Taistelu puolueettomuudesta. Urho Kekkonen 1968–1972, Helsinki, Otava, 1996 (ISBN 978-951-1-13548-7)
- (fi) Liennytyksen akanvirrassa. Urho Kekkonen 1972–1976, Helsinki, Otava, 1998 (ISBN 978-951-1-14799-2)
- (fi) Umpeutuva latu. Urho Kekkonen 1976–1981, Helsinki, Otava, 2000 (ISBN 978-951-1-16257-5)
- (fi) Vuoroin vieraissa. Suomen tasavallan presidentit matkalla ja isäntinä ennen toista maailmansotaa, Helsinki, SKS, 2002 (ISBN 978-951-7-46386-7)
- (fi) Pysähtyneisyyden vuodet. Mauno Koiviston aika 1981–1984, Helsinki, Otava, 2005 (ISBN 978-951-1-18959-6)
- (fi) Epävarmuuden vuodet. Mauno Koiviston aika 1984–1986, Helsinki, Otava, 2006 (ISBN 978-951-1-20957-7)
- (fi) Kohti sinipunaa. Mauno Koiviston aika 1986–1987, Helsinki, Otava, 2008 (ISBN 978-951-1-21969-9)
- (fi) Vorraaja, Helsinki, Otava, 2010 (ISBN 978-951-1-23869-0)
- (fi) Lohen sukua. Urho Kekkonen, Helsinki, Otava, 2010 (ISBN 978-951-1-18620-5)
- (fi) Entä tähtein tällä puolen?, Helsinki, Siltala, 2011 (ISBN 978-952-234-085-6)

### édités par Juhani Suomi
- (fi) Näkökulmia Suomen turvallisuuspolitiikkaan 1980-luvulla, Helsinki, Otava, 1980 (ISBN 978-951-1-05937-0)
- (fi) Urho Kekkonen. Vastavirtaan, Helsinki, Otava, 1983 (ISBN 978-951-1-07557-8)
- (fi) Urho Kekkosen päiväkirjat 1. 1958–1962, Helsinki, Otava, 2001 (ISBN 978-951-1-15547-8)
- (fi) Urho Kekkosen päiväkirjat 2. 1963–1968, Helsinki, Otava, 2002 (ISBN 978-951-1-18174-3)
- (fi) Urho Kekkosen päiväkirjat 3. 1969–1974, Helsinki, Otava, 2003 (ISBN 978-951-1-18858-2)
- (fi) Suomalainen diplomaatti. Muotokuvia muistista ja arkistojen kätköistä, Helsinki, SKS, 2003 (ISBN 978-951-7-46536-6)
- (fi) Urho Kekkosen päiväkirjat 4. 1975–1981, Helsinki, Otava, 2004 (ISBN 978-951-1-19251-0)